# Nieuw-zeelandse vijlstaartkathaai
De nieuw-zeelandse vijlstaartkathaai (Parmaturus macmillani) is een vissensoort uit de familie van de Pentanchidae. De wetenschappelijke naam van de soort is voor het eerst geldig gepubliceerd in 1985 door Hardy.